# Autophila cretica
Autophila cretica är en fjärilsart som beskrevs av Hans Reisser 1958. Autophila cretica ingår i släktet Autophila och familjen nattflyn. Inga underarter finns listade i Catalogue of Life.